# Kenny Loggins

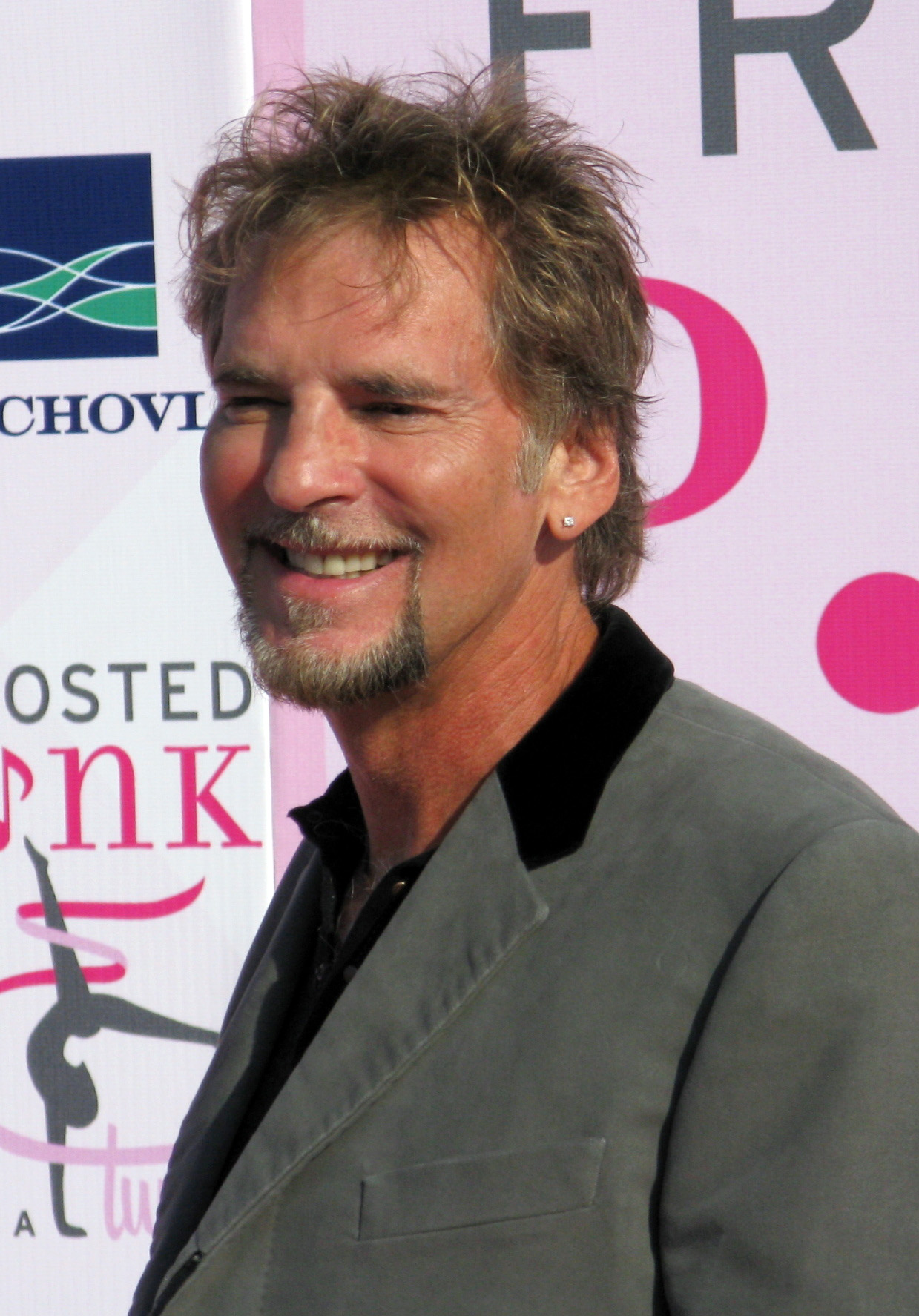
Kenny Loggins (2008)

Kenneth Clark „Kenny“ Loggins (* 7. Januar 1948 in Everett, Washington) ist ein US-amerikanischer Sänger, Gitarrist und Songwriter. Der zweifache Grammy-Preisträger wurde in den 1970er Jahren zunächst als eine Hälfte des Duos Loggins and Messina bekannt, bevor er als Solist ab 1977 vor allen Dingen mit einer Reihe von Hits für Kinofilme große Erfolge feierte. Darunter auch der für den Oscar nominierte Titelsong zum Tanzfilm Footloose, der 1984 drei Wochen auf Platz eins der US-Charts stand.

## Leben
Kenny Loggins ist in Everett, Washington, geboren und als der jüngste von drei Brüdern aufgewachsen. Aufgrund des väterlichen Berufes zog die Familie mehrfach um, von Washington nach Detroit und zurück und schließlich nach Alhambra, einem Vorort von Los Angeles. Loggins besuchte die in der Nähe von Alhambra gelegene katholische San Gabriel Mission High School, wo er vor allem in Sport und Musik seine Begabungen fand. Die Grundzüge des Singens lernte er von seinem mittleren Bruder Dan und später das Gitarre spielen. Auf der Highschool spielte er bei vielen Schulaufführungen sowie bei organisierten Talentshows mit.
Kenny Loggins ist zweifach geschieden und hat aus erster Ehe drei und aus zweiter Ehe zwei Kinder.

## Karriere

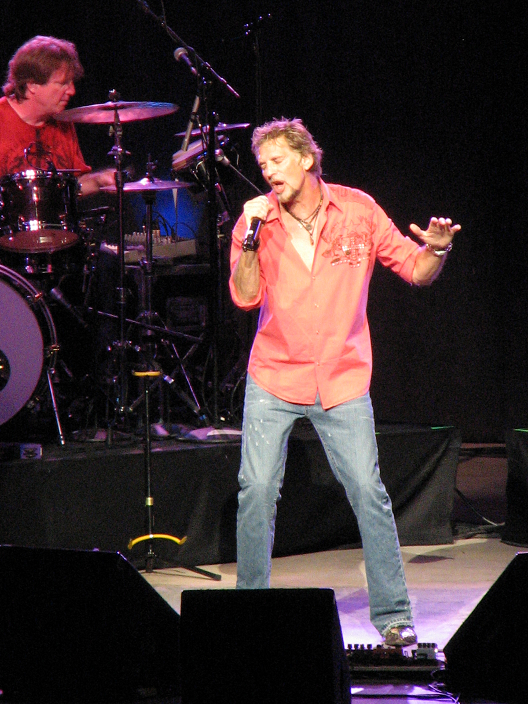
Kenny Loggins während eines Konzerts

Loggins begann seine musikalische Karriere in den frühen 1970er Jahren. Gemeinsam mit Sänger und Songwriter Jim Messina, der Loggins ursprünglich als Solokünstler unterstützen wollte, trat er bis 1976 als Duo namens Loggins and Messina auf. Ihre Alben erhielten in den Vereinigten Staaten zweimal Gold und fünfmal Platin und in vielen anderen Ländern weltweit weitere Auszeichnungen. Bekannteste gemeinsame Hits waren Danny’s Song und Your Mama Don’t Dance.
1977 veröffentlichte Loggins sein erstes Soloalbum Celebrate Me Home mit seinem ersten großen Hit I Believe in Love. Ein Jahr später erschien Nightwatch, auf dem er unter anderem ein Duett mit Stevie Nicks, der Sängerin von Fleetwood Mac, sang, den Top-10-Hit Whenever I Call You „Friend“. Auch das 1979 erschienene Album Keep the Fire war aufgrund der Hits This Is It, einem Duett mit Michael McDonald, dem damaligen Sänger der Doobie Brothers, und des Titelsongs sehr erfolgreich. Alle drei Alben erhielten in den USA und einigen weiteren Staaten Platin. Im Anschluss an die Keep-the-Fire-Tour erschien Loggins’ erste Liveplatte Kenny Loggins Alive. 1980 gewann er außerdem einen Grammy für das gemeinsam mit Michael McDonald produzierte What a Fool Believes als besten Song.
In den 1980er Jahren machte Loggins vor allem durch mehrere Soundtracks zu Kinofilmen auf sich aufmerksam. Zu Wahnsinn ohne Handicap (Caddyshack) steuerte er 1980 das Lied I’m Alright bei. Footloose, für das Loggins eine Oscar-Nominierung erhielt, wurde sein größter Hit und machte ihn weltweit bekannt. Meet Me Halfway aus Over the Top wurde ein ebenso populärer Hit, wie Danger Zone und Playing with the Boys aus Top Gun. 1982 erschien mit Welcome to Heartlight einer seiner bekanntesten Titel. 1985 war er als Mitglied von USA for Africa an der Entstehung der Single We Are the World beteiligt.
Die in dieser Zeit veröffentlichten Alben standen stets im Schatten der von ihm produzierten Soundtracks, weshalb er sich zu Beginn der 1990er Jahre wieder mehr auf die Arbeit an eigenen Alben konzentrierte. Leap of Faith von 1991 wurde vor allem durch den Song Conviction of the Heart bekannt, den der damalige amerikanische Vizepräsident Al Gore als „inoffizielle Hymne der Umwelt-Bewegung“ benannte. 1995 trat Loggins auf der National Mall in Washington D.C. auf und spielte dort live vor mehr als 500.000 Menschen.

Kenny Loggins (1995)

1994 brachte Loggins das Album Return to Pooh Corner heraus, das unter anderem die Single House at Pooh Corner enthielt, eine Neuauflage seines Hits von 1969. Für dieses Album wurde er für den Grammy in der Kategorie Bestes Kinderalbum nominiert. Sein Lied Forever wurde ebenfalls ein international beachtetes Stück, das später sogar in mehrere Sprachen übersetzt wurde. 1996 sang er For the First Time, das für den Film Tage wie dieser … verwendet wurde und Loggins eine weitere Oscar-Nominierung einbrachte. Für sein Greatest-Hits-Album Yesterday, Today, Tomorrow (1997) schrieb er auch neue Lieder. Zudem veröffentlichte er im selben Jahr das Album Unimaginable Life und ein gleichnamiges Buch, in dem er mit seiner Frau aus dem gemeinsamen Leben erzählt. 2000 kam Loggins’ zweites Kinderalbum More Songs from Pooh Corner heraus. Zwei Jahre später folgte ein weiteres Best-of-Album (The Essential) und 2003 das Studioalbum It’s About Time.
Im Sommer 2005 gab es nach 30 Jahren wieder Loggins & Messina on Stage. Die Reuniontour durch 44 Städte der USA war ausverkauft und ein großer Erfolg. Eine DVD sowie eine CD, aufgenommen bei einem Konzert in Loggins’ Heimatstadt Santa Barbara, spiegeln die wieder vorhandene Spielfreude der beiden Musiker wider.
2007 erschien unter dem Independent-Label 180 Music / Target sein bislang letztes Studioalbum How About Now. Es enthält neben dem Uptempo-Titeltrack auch eine neu eingespielte Soloversion des Loggins-&-Messina-Hits A Love Song. Ein weiteres Highlight ist das von Richard Marx mitgeschriebene und co-produzierte Lied I’ll Remember Your Name, das zugleich das Erkennungslied für die von Marx im Namen seines Vaters gegründete Stiftung für Musik und Schulen ist. In Anlehnung an die im Lied beschriebene Vater-Sohn-Beziehung wird Loggins zudem bei den Background-Vocals von seinem Sohn Crosby unterstützt.
Loggins ist einer der Hauptcharaktere der zehnteiligen Videoserie Yacht Rock, die sich um Smooth Rock der 1980er Jahre von Künstlern wie z. B. Toto, Hall & Oates, Steely Dan, Michael Jackson, Michael McDonald dreht.
2010 gründete er zusammen mit den Songschreibern Gary Burr und Georgia Middleman das Country-Trio Blue Sky Riders.
Im 2013 erschienenen Videospiel GTA V moderierte er den Rocksender Los Santos Rock Radio.

## Diskografie

### Studioalben
| Jahr | Titel                 | Höchstplatzierung, Gesamtwochen, AuszeichnungChartsChartplatzierungen (Jahr, Titel, Platzierungen, Wochen, Auszeichnungen, Anmerkungen) | Anmerkungen                                            |
| Jahr | Titel                 | US | Anmerkungen                                            |
| ---- | --------------------- | --- | ------------------------------------------------------ |
| 1977 | Celebrate Me Home     | US27 Platin · (33 Wo.)US | Erstveröffentlichung: 13. April 1977                   |
| 1978 | Nightwatch            | US7 Platin · (31 Wo.)US | Erstveröffentlichung: 12. Juli 1978                    |
| 1979 | Keep the Fire         | US16 Platin · (43 Wo.)US | Erstveröffentlichung: 28. September 1979               |
| 1982 | High Adventure        | US13 Gold · (44 Wo.)US | Erstveröffentlichung: 20. August 1982                  |
| 1985 | Vox Humana            | US41 Gold · (31 Wo.)US | Erstveröffentlichung: 22. März 1985                    |
| 1988 | Back to Avalon        | US69 (14 Wo.)US | Erstveröffentlichung: 2. August 1988                   |
| 1991 | Leap of Faith         | US71 Gold · (58 Wo.)US | Erstveröffentlichung: 10. September 1991               |
| 1994 | Return to Pooh Corner | US65 Platin · (42 Wo.)US | Erstveröffentlichung: 10. Mai 1994                     |
| 1997 | The Unimaginable Life | US107 (7 Wo.)US | Erstveröffentlichung: 8. Juli 1997                     |
| 1998 | December              | US148 (6 Wo.)US | Erstveröffentlichung: 13. Oktober 1998 Weihnachtsalbum |

Weitere Studioalben
- 2000: More Songs from Pooh Corner
- 2003: It’s About Time
- 2007: How About Now
- 2009: All Join In

### Livealben
| Jahr | Titel                      | Höchstplatzierung, Gesamtwochen, AuszeichnungChartsChartplatzierungen (Jahr, Titel, Platzierungen, Wochen, Auszeichnungen, Anmerkungen) | Anmerkungen                                                                                        |
| Jahr | Titel                      | US | Anmerkungen                                                                                        |
| ---- | -------------------------- | --- | -------------------------------------------------------------------------------------------------- |
| 1980 | Kenny Loggins Alive        | US11 Gold · (31 Wo.)US | Erstveröffentlichung: 12. September 1980                                                           |
| 1993 | Outside: From the Redwoods | US60 Gold · (13 Wo.)US | Erstveröffentlichung: 10. August 1993 Live aufgenommen am 23. Juni 1993 in Santa Cruz, Kalifornien |

### Kompilationen
| Jahr | Titel                                                          | Höchstplatzierung, Gesamtwochen, AuszeichnungChartsChartplatzierungen (Jahr, Titel, Platzierungen, Wochen, Auszeichnungen, Anmerkungen) | Anmerkungen                                                 |
| Jahr | Titel                                                          | US | Anmerkungen                                                 |
| ---- | -------------------------------------------------------------- | --- | ----------------------------------------------------------- |
| 1997 | Yesterday, Today, Tomorrow: The Greatest Hits of Kenny Loggins | US39 Platin · (33 Wo.)US | Erstveröffentlichung: 25. März 1977                         |
| 2002 | The Essential Kenny Loggins                                    | US181 (2 Wo.)US | Erstveröffentlichung: 19. November 2002 Charteinstieg: 2022 |

Weitere Kompilationen
- 1998: Conviction of the Heart and Other Hits
- 2002: The Essential (2CD)
- 2007: Celebrate Me Home / Nightwatch (2CD)

### Singles
| Jahr | Titel Album                                        | Höchstplatzierung, Gesamtwochen, AuszeichnungChartplatzierungen (Jahr, Titel, Album, Platzierungen, Wochen, Auszeichnungen, Anmerkungen) | Höchstplatzierung, Gesamtwochen, AuszeichnungChartplatzierungen (Jahr, Titel, Album, Platzierungen, Wochen, Auszeichnungen, Anmerkungen) | Höchstplatzierung, Gesamtwochen, AuszeichnungChartplatzierungen (Jahr, Titel, Album, Platzierungen, Wochen, Auszeichnungen, Anmerkungen) | Höchstplatzierung, Gesamtwochen, AuszeichnungChartplatzierungen (Jahr, Titel, Album, Platzierungen, Wochen, Auszeichnungen, Anmerkungen) | Höchstplatzierung, Gesamtwochen, AuszeichnungChartplatzierungen (Jahr, Titel, Album, Platzierungen, Wochen, Auszeichnungen, Anmerkungen) | Anmerkungen                                                                     |
| Jahr | Titel Album                                        | DE | AT | CH | UK | US | Anmerkungen                                                                     |
| ---- | -------------------------------------------------- | --- | --- | --- | --- | --- | ------------------------------------------------------------------------------- |
| 1977 | I Believe in Love Celebrate Me Home                | — | — | — | — | US66 (11 Wo.)US | Erstveröffentlichung: Juni 1977                                                 |
| 1978 | Whenever I Call You „Friend“ Nightwatch            | — | — | — | — | US5 (20 Wo.)US | Erstveröffentlichung: 18. Juli 1978                                             |
| 1978 | Easy Driver Nightwatch                             | — | — | — | — | US60 (8 Wo.)US | Erstveröffentlichung: November 1978                                             |
| 1979 | This Is It Keep the Fire                           | — | — | — | — | US11 (23 Wo.)US | Erstveröffentlichung: September 1979                                            |
| 1980 | Keep the Fire                                      | — | — | — | — | US36 (13 Wo.)US | Erstveröffentlichung: Januar 1980                                               |
| 1980 | I’m Alright Kenny Loggins Alive                    | — | — | — | — | US7 (22 Wo.)US | Erstveröffentlichung: Juni 1980 vom Soundtrack des Films Wahnsinn ohne Handicap |
| 1982 | Don’t Fight It High Adventure                      | — | — | — | — | US17 (12 Wo.)US | Erstveröffentlichung: August 1982 mit Steve Perry                               |
| 1982 | Heart to Heart High Adventure                      | — | — | — | — | US15 (17 Wo.)US | Erstveröffentlichung: November 1982                                             |
| 1982 | Heartlight High Adventure                          | — | — | — | — | US24 (14 Wo.)US | Erstveröffentlichung: Dezember 1982                                             |
| 1984 | Footloose Footloose (O.S.T.)                       | DE4 Gold · (21 Wo.)DE | AT8 (8 Wo.)AT | CH4 (13 Wo.)CH | UK6 ×3Dreifachplatin · (10 Wo.)UK | US1 Platin · (23 Wo.)US | Erstveröffentlichung: Januar 1984 vom Soundtrack des Films Footloose            |
| 1984 | I’m Free (Heaven Helps the Man) Footloose (O.S.T.) | — | — | — | — | US22 (14 Wo.)US | Erstveröffentlichung: 14. Februar 1984 vom Soundtrack des Films Footloose       |
| 1985 | Vox Humana                                         | — | — | — | — | US29 (10 Wo.)US | Erstveröffentlichung: März 1985                                                 |
| 1985 | Forever Vox Humana                                 | — | — | — | — | US40 (22 Wo.)US | Erstveröffentlichung: Mai 1985                                                  |
| 1985 | I’ll Be There Vox Humana                           | — | — | — | — | US88 (2 Wo.)US | Erstveröffentlichung: September 1985                                            |
| 1986 | Danger Zone Top Gun (O.S.T.)                       | DE12 Gold · (10 Wo.)DE | — | CH6 (9 Wo.)CH | UK45 Platin · (11 Wo.)UK | US2 (21 Wo.)US | Erstveröffentlichung: 13. Mai 1986 vom Soundtrack des Films Top Gun             |
| 1986 | Playing with the Boys Top Gun (O.S.T.)             | — | — | — | — | US60 (12 Wo.)US | Erstveröffentlichung: August 1986 vom Soundtrack des Films Top Gun              |
| 1987 | Meet Me Half Way Over the Top (O.S.T.)             | — | — | — | — | US11 (25 Wo.)US | Erstveröffentlichung: März 1987 vom Soundtrack des Films Over the Top           |
| 1988 | Nobody’s Fool Back to Avalon                       | — | — | — | — | US8 (18 Wo.)US | Erstveröffentlichung: Juli 1988 vom Soundtrack des Films Caddyshack II          |
| 1988 | I’m Gonna Miss You Back to Avalon                  | — | — | — | — | US82 (5 Wo.)US | Erstveröffentlichung: Oktober 1988                                              |
| 1989 | Tell Her Back to Avalon                            | — | — | — | — | US76 (8 Wo.)US | Erstveröffentlichung: Januar 1989                                               |
| 1991 | Conviction of the Heart Outside: From the Redwoods | — | — | — | — | US67 (12 Wo.)US | Erstveröffentlichung: Oktober 1991                                              |

Weitere Singles
- 1977: Celebrate Me Home
- 1977: Lady Luck
- 1981: Amitié et amour (mit Jeane Manson)
- 1987: Chain Lightning
- 1989: Be Bop a Lula
- 1994: Leap of Faith
- 1995: Two Different Worlds
- 1996: For the First Time
- 1998: Just Breathe
- 2000: The Tigger Movie
- 2003: It’s About Time (mit Michael McDonald)
- 2004: I Miss Us

### Beteiligungen an Soundtracks
- 1980: Caddyshack I: I’m Alright, Lead the Way, Make the Move und Mr. Night
- 1984: Footloose: Footloose und I’m Free
- 1986: Top Gun: Danger Zone und Playing with the Boys
- 1987: Over the Top: Meet Me Halfway
- 1988: Caddyshack II: Nobody’s Fool
- 1994: Das Dschungelbuch: Two Different Worlds (Diese CD wurde im Rahmen der Aktion Für bärenstarke Menschenkinder von ARD, Neue Constantin Film, UFA-Theater AG und Dresdner Bank mit einem Spendenaufruf für UNICEF veröffentlicht)
- 1996: Tage wie dieser …: For the First Time

### Videoalben
- 1981: Kenny Loggins Alive (VHS)
- 1992: Live from the Grand Canyon
- 1993: Outside: From the Redwoods
- 1996: Return to Pooh Corner: The Concert Video
- 1997: Alive! (Laserdisc)
- 2008: Legends & Lyrics, Vol. 2 (DVD)
- 2017: Kenny Loggins & Friends: Live on Soundstage (CD + DVD; Aufnahme WTTW Chicago, August 2016)

## Auszeichnungen für Musikverkäufe
| Goldene Schallplatte - Japan - 2009: für die Single Danger Zone (Mobile Downloads) - Spanien - 2024: für die Single Footloose Platin-Schallplatte - Dänemark - 2022: für die Single Footloose - 2025: für die Single Danger Zone - Japan - 2016: für die Single Danger Zone (Digital) | 2× Platin-Schallplatte - Neuseeland - 2024: für die Single Danger Zone 4× Platin-Schallplatte - Australien - 2022: für die Single Danger Zone - Neuseeland - 2024: für die Single Footloose |

Anmerkung: Auszeichnungen in Ländern aus den Charttabellen bzw. Chartboxen sind in ebendiesen zu finden.
| Land/RegionAuszeichnungen für Musikverkäufe (Land/Region, Auszeichnungen, Verkäufe, Quellen) | Gold     | Platin       | Verkäufe  | Quellen             |
| -------------------------------------------------------------------------------------------- | -------- | ------------ | --------- | ------------------- |
| Australien (ARIA)                                                                            | —        | 4× Platin4   | 280.000   | aria.com.au         |
| Dänemark (IFPI)                                                                              | —        | 2× Platin2   | 225.000   | ifpi.dk             |
| Deutschland (BVMI)                                                                           | 2× Gold2 | —            | 550.000   | musikindustrie.de   |
| Japan (RIAJ)                                                                                 | Gold1    | Platin1      | 350.000   | riaj.or.jp          |
| Neuseeland (RMNZ)                                                                            | —        | 6× Platin6   | 180.000   | radioscope.co.nz    |
| Spanien (Promusicae)                                                                         | Gold1    | —            | 30.000    | elportaldemusica.es |
| Vereinigte Staaten (RIAA)                                                                    | 5× Gold5 | 6× Platin6   | 8.500.000 | riaa.com            |
| Vereinigtes Königreich (BPI)                                                                 | —        | 4× Platin4   | 2.400.000 | bpi.co.uk           |
| Insgesamt                                                                                    | 9× Gold9 | 23× Platin23 |           |                     |